# Jafet

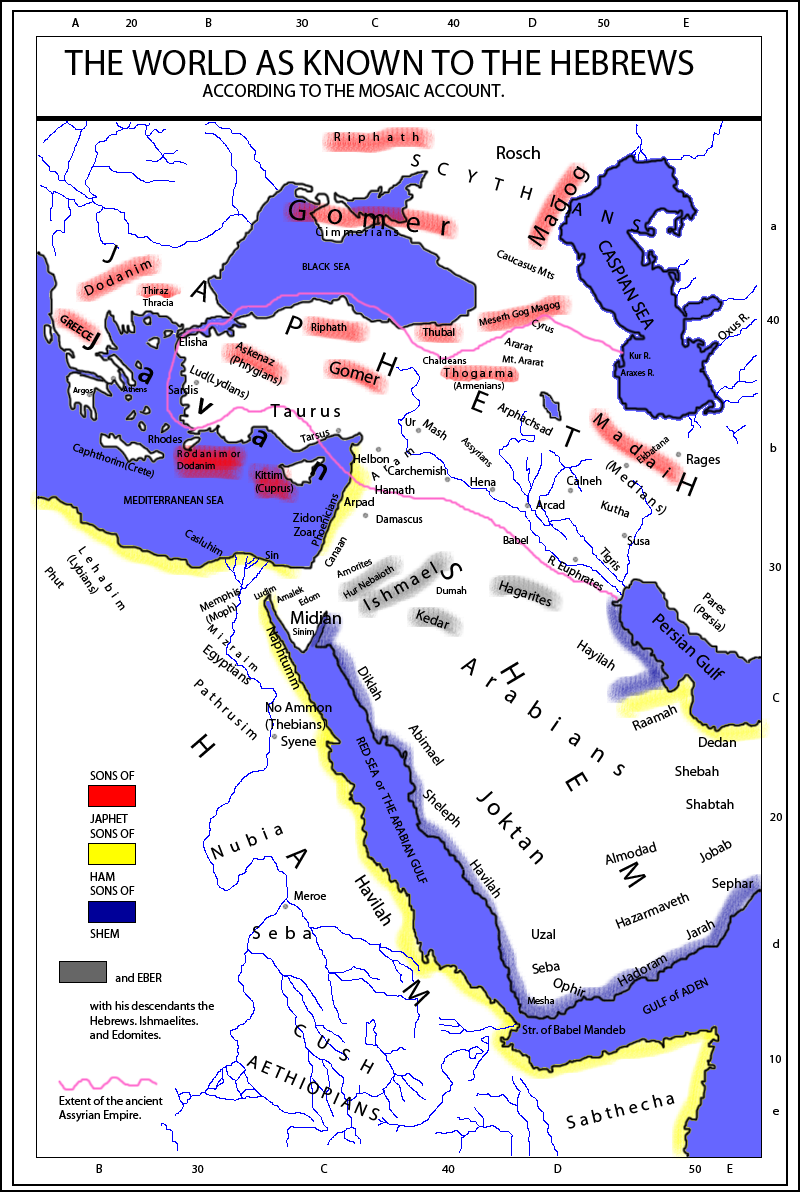
Hipotetyczne przypisanie potomków Jafeta do lokalizacji geograficznych (kolor czerwony)

Jafet (hebr. יֶפֶת/יָפֶת) – według biblijnej Księgi Rodzaju jeden z trzech synów Noego, brat Sema i Chama, symboliczny przodek  Indoeuropejczyków lub szerzej, ludów Północy.
Jafet był najprawdopodobniej najstarszym synem Noego i przodkiem ras żółtej i białej. Jego synami byli: Gomer, Magog, Jawan, Meszech, Tubal, Tiras i Madaj.